# Unterwössen
Unterwössen är en kommun och ort i Landkreis Traunstein i Regierungsbezirk Oberbayern i förbundslandet Bayern i Tyskland.  Unterwössen ligger några få kilometer söder om den största bayerska sjön Chiemsee med cirka 
4 000 invånare.

## Historia
På platsen har fynd från bronsåldern påträffats. Byn nämns första gången 1120.

## Turism
Idag är turismen en viktig näring. I byn finns Balsbergliften. Skidorten Reit im Winkl ligger bara några kilometer söder om Unterwössen. Där finns längdspår på upp till 20 kilometer. Alpinanläggningen Hochplatte ligger i närheten. Byn är också känd för sin Segelflygskola "Deutsche Alpensegelflugschule Unterwössen e.V."